# Cristiana Rossi
Cristiana Rossi (Gargnano, 4 maggio 1973) è una doppiatrice italiana.
È sposata con il doppiatore Simone D'Andrea.

## Doppiaggio

### Film
- Tatiana Rojo in Non sposate le mie figlie!, La Mélodie - Suona sogna vola, Non sposate le mie figlie! 2, Riunione di famiglia - Non sposate le mie figlie! 3
- Veerle Baetens in Le Ardenne - Oltre i confini dell'amore, Doppio sospetto
- Sarayu Blue in P. S. Ti amo ancora, Tua per sempre
- Monet Mazur in Torque - Circuiti di fuoco, Live! - Ascolti record al primo colpo
- Eva Green in Franklyn
- Kathleen Robertson in XX/XY
- Sara Foster in Brivido biondo
- Ashley Cafagna-Tesoro in The Skulls II
- Caroline Peters in Camminando sull'acqua
- Sophie Quinton in Qui a tué Bambi?
- Annelise Hesme in Finché nozze non ci separino
- Karina Testa in Frontiers - Ai confini dell'inferno
- Jennifer Morrison in Warrior
- Leticia Dolera in Rec 3 - La genesi
- Agnieszka Grochowska in Mother's Day
- Brenda Meaney in Fear the Night

### Film d'animazione
- Vermouth in Detective Conan - ...e le stelle stanno a guardare, Detective Conan: Episode "One" - Il detective rimpicciolito (edizione home video)
- Temari in Naruto Shippuden - L'esercito fantasma, Naruto Shippuden - Eredi della Volontà del Fuoco
- Messili in La leggenda di Santa Claus
- Oakley in Pokémon Heroes
- Saya in Blood: The Last Vampire
- Minato in Mobile Battleship Nadesico
- Charlotte Elbourne in Vampire Hunter D: Bloodlust
- Kimiko Yamaguchi in Detective Conan - L'isola mortale
- Shion Yamane in Detective Conan - La musica della paura
- Arlene in Garfield e il laghetto magico
- Natalie in Doraemon - Il film: Nobita e il nuovo dinosauro
- Serena Ryan in Beavis & Butt-Head alla conquista dell'universo
- Shimako in My Oni Girl

### Serie TV
- Ana Paula Arósio in Terra nostra, Terra nostra 2 - La speranza
- Busy Philipps in Love, Inc., Girls5eva
- Terry Farrell in Becker
- Valeria Bertuccelli in Batticuore
- Sara Canning in Primeval: New World
- Barbara Maurer in Il becchino
- Kathleen Robertson in Murder in the First
- Meredith Monroe in Tredici (st. 2)
- Ellen Dorrit Petersen in Grenseland - Terra di confine
- Ragga Ragnars in Vikings
- Rochelle Aytes in The Purge
- Angelina Håkansson in Cryptid - L'incubo del lago
- Natascha McElhone in Halo
- Michelle Fairley in Gangs of London (st. 1-2)
- Tamara Podemski in Outer Range
- Rhiannon Harper-Rafferty in Last Light: il crollo
- Susana Soleto in Una vita
- Lesley Manville in The Crown
- Laurel Holloman in The L Word: Generation Q
- Maria Bello in Lo scontro
- Ece Sükan in Il sarto
- Eleonora Wexler in El mejor infarto de mi vida

### Serie animate
- Akiza Izinski in Yu-Gi-Oh! 5D's
- Vermouth in Detective Conan (episodi 364-551, 753+)
- Jean Grey in X-Men: Evolution
- Sarah Jones in Sam il pompiere[1] (serie del 2004)
- Ellen Yin in The Batman
- Sapphire in Trollz
- Muggy in Lisa e il suo orsacchiotto
- Piccolina in Magica Doremì
- Ston Ston in Luna principessa argentata
- Mook in Gira il mondo principessa stellare
- Pinky in Flint a spasso nel tempo
- Temari in Naruto, Naruto Shippuden
- Rogue in Power Stone
- Reina in Megazone 23
- Sawa da giovane in Rumik World: Mermaid Forest
- Seina in Full Metal Panic!
- Nell in Platinumhugen Ordian
- SheShe in Principesse sirene - Mermaid Melody
- Sai e Scarlett in Angel's Friends
- Windblade in Transformers: Robots in Disguise
- Mordred in Fate/Apocrypha
- Morana in Castlevania
- Donna in nero in Fire Force
- Miuccia Muller in Le bizzarre avventure di JoJo: Stone Ocean
- Revis in DanMachi
- Edström in Overlord
- Principessa Pavone Kada in Gintama
- Selena Wolf in Monster High

### Reality show
- Tyra Banks in America's Next Top Model
- Stefflon Don in MTV Cribs International
- Kamie Crawford in Catfish
- Louise Roe in Plain Jane

### Videogiochi
- Luogotenente Morales in Heroes of the Storm (2015)[2]
- Olivia Marcano in Mafia III (2016)[3]
- Comandante della terza flotta in Monster Hunter: World (2018)[4]
- Joey Hudson in Far Cry 5 (2018)[5]
- Xenia e Il Polpo in Assassin's Creed: Odyssey (2018)[6]
- Felicité Dubois in The Dark Pictures: Man of Medan (2019)[7]
- Lindsay Griffith in Watch Dogs: Legion (2020)[8]
- Com. Ereshkigal nel DLC di Outriders (2022)[9]
- Sojourn in Overwatch 2 (2022)[10]
- Kiral in Horizon Forbidden West (2023)[11]
- Taissa in Diablo IV (2023)[12]